# Franz Auer (SS-Mitglied)
Franz Auer (* 12. November 1911 in Pottschach; † 26. November 1948 in Landsberg) war ein österreichischer Nationalsozialist und SS-Hauptscharführer. Er gehörte zur Lagerführung des KZ-Außenlagerkomplexes Mühldorf in Mühldorf am Inn. Er wurde im Mühldorf-Prozess in Dachau angeklagt und zum Tode verurteilt. Das Todesurteil wurde am 26. November 1948 vollstreckt.

## Werdegang
Franz Auer war österreichischer Staatsbürger. Als Mitglied der NSDAP trat er im Mai 1938 in die SS ein und begann im Oktober 1941 im KZ Sachsenhausen seinen Lagerdienst. Im März 1943 wurde er in das KZ Herzogenbusch versetzt. Von Dezember 1943 bis November 1944 war Auer für die Zwangsarbeit der Juden im Ghetto Kaunas verantwortlich. Er war direkt an den dortigen Hinrichtungen beteiligt. Schließlich war er von November 1944 bis April 1945 leitender Arbeitseinsatzführer in Mühldorf am Inn, einem Außenlager des KZ Dachau. Er war für zahlreiche Verbrechen gegen die Lagerhäftlinge verantwortlich, die ihm den Spitznamen „Teufel“ erteilten.
Franz Auer wurde nach Kriegsende vom American Military Tribunal während der Dachauer Prozesse im Verfahren gegen die Mühldorfer Besatzung wegen Kriegsverbrechen und Verbrechen gegen die Menschlichkeit zum Tode verurteilt. Die Ermittlungen ergaben, dass die Angeklagten rücksichtslos Gefangene, auch Kranke und Erschöpfte, ausgebeutet hatten. Viele von Auer misshandelte Häftlinge starben. Er verschonte nicht einmal Frauen und Kinder. Er befahl der Wachmannschaft, Häftlinge ohne Vorwarnung zu erschießen, die sich auch nur für eine kurze Zeit von ihren Arbeitsorten entfernt hatten. Das Urteil wurde am 26. November 1948 im Kriegsverbrechergefängnis Landsberg durch Hängen vollstreckt.